# Каратеренський сільський округ
Каратере́нський сільський округ (каз. Қаратерең ауылдық округі, рос. Каратеренский сельский округ) — адміністративна одиниця у складі Аральського району Кизилординської області Казахстану. Адміністративний центр — село Каратерен.
Населення — 1766 осіб (2021; 1376 у 2009, 1405 у 1999, 1660 у 1989).
Станом на 1989 рік існувала Каратеренська сільська рада (села Каратерень, Колжага, Строй, Тастак). 2018 року було ліквідовано село Колжага.

## Склад
До складу округу входять такі населені пункти:
| Населений пункт | Колишні назви    | Населення, осіб (1989) | Населення, осіб (1999) | Населення, осіб (2009) | Населення, осіб (2021) |
| --------------- | ---------------- | ---------------------- | ---------------------- | ---------------------- | ---------------------- |
| Жанаконис, село | Строй, Каратерен | 366                    | 533                    | 601                    | 1428                   |
| --Колжага, село | Каратерен        | 828                    | 564                    | 459                    | -                      |
| Каратерен, село | -                | 259                    | 135                    | 140                    | 153                    |
| Тастак, село    | -                | 207                    | 173                    | 176                    | 185                    |